# Crockett, Texas
Crockett là một thành phố thuộc quận Houston, tiểu bang Texas, Hoa Kỳ. Năm 2010, dân số của xã này là 6950 người.

## Dân số
- Dân số năm 2000: 7141 người.
- Dân số năm 2010: 6950 người.